# Personaggi di Orange Is the New Black
Lista di personaggi di Orange Is the New Black, protagonisti della serie televisiva.

## Personaggi principali
- Piper Chapman, interpretata da Taylor Schilling, doppiata da Francesca Fiorentini.
Piper è la protagonista della serie. Si costituisce, su consiglio del suo avvocato, dopo essere stata accusata di aver contrabbandato dei narcodollari per conto della sua ex fidanzata, Alex Vause, la quale ha rivelato il suo nome in tribunale per avere uno sconto della pena, e viene così condannata a 15 mesi nel carcere di Litchfield, NY. Durante la sua permanenza in prigione tenta di capire le regole che governano il carcere e quale sia la propria posizione nella società. In carcere vede Alex, e nonostante alcuni astii iniziali, recupera la sua relazione con lei, rompendo con il fidanzato Larry. Dopo essersi fatta delle amiche prova a creare una gang, rompendo più volte con Alex.

- Alex Vause, interpretata da Laura Prepon, doppiata da Laura Romano.
Alex è un'ex narcotrafficante per un non ben specificato cartello internazionale. Dieci anni prima aveva una relazione con Piper che coinvolse nei suoi affari illegali. Dopo che Alex le chiede per la seconda volta di trasportare narcodollari, Piper la lascia, ormai insofferente alla vita nell'illegalità; non cambia idea neanche di fronte alla morte della madre di Alex, che cade quindi nella disperazione dopo il suo abbandono. Alex inizia quindi ad abusare di eroina e viene poi mandata in riabilitazione dal suo capo e boss del cartello della droga. Dieci anni dopo la rivediamo in carcere: è proprio lei a fare il nome di Piper durante la sua testimonianza in cambio di uno sconto di pena, visto che da anni non aveva più sue notizie e inoltre non le aveva mai perdonato di averla abbandonata il giorno della morte della madre, e di non essersi neanche presentata al funerale. Alex ha vissuto un'infanzia difficile, senza un padre ed in gravi difficoltà economiche. Raggiunta l'età adulta rintraccia il padre, scoprendo che non era la grande rock star di cui la madre le aveva parlato, ma ormai un tossico che suona in piccoli locali e garage: durante questo incontro fa la conoscenza del suo futuro spacciatore che la "assume". Prepon inizialmente fece il provino per il ruolo di Piper, ma Kohan le fece leggere il copione di Alex e venne assunta con questo ruolo.[1]
- Galina "Red" Reznikov, interpretata da Kate Mulgrew, doppiata da Angiola Baggi.
Red è l'addetta alla cucina del carcere. Viene dalla Russia dalla quale è scappata durante il regime comunista grazie al marito Dmitri, che allora era un militare. Prima della condanna lei e suo marito gestivano un ristorante nel Queens e finirono invischiati con la mafia russa che frequentava il loro locale. I primi tempi per Red in carcere furono faticosi, soprattutto a causa della sua rivalità con Vee. In carcere Red gestisce un'attività di contrabbando nella cucina grazie ad un'azienda di consegna alimentare che la mafia russa ha creato grazie al suo aiuto. Grazie a questa attività è rispettata e temuta da gran parte delle detenute e possiede inoltre una grande influenza su Healy. Ha tre figli in età adulta di nome Yuri, Maxsim e Vasily. Nutre inoltre un profondo affetto per Nicky, con cui ha sviluppato una relazione madre-figlia, ed è spesso accompagnata da Norma e Gina.
- Sam Healy, interpretato da Michael J. Harney, doppiato da Mario Cordova.
Sam è una delle guardie del carcere e uno dei consulenti. Inizialmente sembra gentile e comprensivo, poi mostra il suo lato misogino ed omofobo: dopo aver sorpreso Piper ballare con Alex, su segnalazione di Pennsatucky, in modo da lui ritenuto inopportuno e troppo sensuale, la manda in isolamento senza spiegazione. Durante la serie si vedono scene della sua infelice vita matrimoniale con una donna ucraina conosciuta tramite un sito online a pagamento: la donna mostra insofferenza nei confronti del marito, e non nasconde di avere come unico scopo l´ottenimento della Green Card. Per questo motivo inizia a nutrire una certa attrazione per Red, che però lo usa solo per scopi personali. Questo continuo stato di infelicità lo porteranno eventualmente alla depressione e a un tentativo di suicidio.
- Larry Bloom, interpretato da Jason Biggs, doppiato da Emiliano Coltorti.
Larry è inizialmente il fidanzato (e futuro marito) di Piper, prima che fosse condannata. È uno scrittore e cercherà di mantenere la relazione con Piper anche dietro le mura del carcere. Il loro rapporto si incrina dopo che Piper lo tradisce con Alex in prigione. La loro storia finisce definitivamente dopo che lui inizia una relazione con Polly, la migliore amica di Piper.
- Nicole "Nicky" Nichols, interpretata da Natasha Lyonne, doppiata da Letizia Ciampa.
Nicky è una ex eroinomane, nata in una famiglia alto-borghese e che si è sempre sentita trascurata dalla propria madre. In carcere cerca spesso di superare la sua dipendenza dall'eroina, grazie all'aiuto della "madre" Red, ma ricadendo nel circolo molto spesso. Durante l'intera serie ha una relazione occasionale con Lorna Morello, che però la lascia vivendo nell'illusione di un matrimonio con un uomo che si trova fuori dal carcere. È stata arrestata per possesso di droga.
- Suzanne "Occhi Pazzi" Warren, interpretata da Uzo Aduba, doppiata da Gemma Donati.
Suzanne è una detenuta mentalmente instabile, ma generalmente dolce e molto amichevole. Viene da una famiglia adottiva che le ha sempre voluto bene, ma spesso esclusa e mal giudicata sia dalla comunità che dalle amiche della sorella. Viene condannata per omicidio colposo. Prima della condanna, infatti, ormai ventottenne, lavorava in un supermercato e viveva con la sorella adottiva e il suo fidanzato. Quando i due partono per un week end, Suzanne si reca al parco dove incontra il figlio di una delle clienti abituali del supermercato e lo invita a casa sua a giocare, pensando di essere gentile. Il bambino, dopo qualche ora, vuole ritornare a casa, ma, spaventato dall'insistenza di Suzanne cerca prima di chiamare la polizia, poi di fuggire, ma cade dalle scale anti-incendio e, presumibilmente, muore.
- Joe Caputo, interpretato da Nick Sandow, doppiato da Antonio Sanna.
È l'assistente del custode e, in seguito al licenziamento di Natalie Figueroa, gli verrà affidata la gestione del carcere di Litchfield. A differenza di Fig, si preoccupa molto delle carcerate e cerca spesso di aiutarle. Ha delle strane manie tra cui quella per le piante e quella di masturbarsi ogni qual volta che una detenuta lascia il suo ufficio. Si prende una cotta, non ricambiata, per Susan Fischer. Nel tempo libero suona il basso in una band. Aveva una relazione con una donna di nome Lisa, che lo convinse ad abbandonare i suoi sogni da rockstar e a trovare lavoro come guardia carceraria, e che in seguito lo lasciò per un altro uomo. Inizia in seguito una relazione con Linda Ferguson del MCC.
- Tiffany "Pennsatucky" Doggett, interpretata da Taryn Manning, doppiata da Valentina Favazza.
Dipendente da metanfetamine, Tiffany ha avuto un'infanzia infelice, poiché la madre non le ha mai insegnato a rispettare il proprio corpo. Per questo motivo durante l'adolescenza praticava la prostituzione in cambio di birra ed è stata vittima di stupro. La ragazza è in carcere per aver ucciso un'infermiera che l'aveva offesa ironizzando sul numero di aborti a cui si era sottoposta. La stampa interpreta il gesto come una manifestazione contro l'aborto e Tiffany diventa un simbolo ed un idolo per tutti i cattolici e gli antiabortisti, che la supportano durante e dopo il processo. Mentre sconta la pena manifesta di essere intollerante nei confronti delle detenute omosessuali e inoltre mostra una religiosità fanatica e si convince che Dio agisca attraverso il suo corpo e che le abbia dato la capacità di guarire i malati con l'imposizione delle mani: per questo passerà un periodo nel reparto psichiatrico del carcere. In seguito abbandonerà il fanatismo religioso e stringerà una forte amicizia con Big Boo.
- Miss Claudette Pelage, interpretata da Michelle Hurst, doppiata da Ludovica Modugno.
Miss Claudette è la compagna di stanza di Piper. Aveva una ditta di pulizie con cui nascondeva gli ingressi clandestini di minorenni negli Stati Uniti. È condannata per aver ucciso un uomo che picchiava e molestava una delle sue ragazzine dell'impresa di pulizie.
- Tasha "Taystee" Jefferson, interpretata da Danielle Brooks, doppiata da Benedetta Degli Innocenti.
Rappresentante del gruppo delle nere al WAC, Taystee lavora nella biblioteca del carcere. Viene spesso mostrata volenterosa di imparare e di avere una vita normale, sebbene abbia vissuto per anni in orfanotrofi e case-famiglia, finché non trovò rifugio a casa di Vee che sfruttava le sue capacità di venditrice per i suoi traffici di droga.
- Dayanara "Daya" Diaz, interpretata da Dascha Polanco, doppiata da Eva Padoan.
Daya è una delle detenute ispaniche. Viene incarcerata a causa del traffico illegale della madre Aleida, che aiutava il compagno a produrre della droga nella loro cucina, in cui viene involontariamente coinvolta dopo l'incarcerazione della madre. Finisce nello stesso carcere di sua madre e riuscirà pian piano a ristabilire il loro rapporto. Durante la serie ha una relazione segreta con la guardia John Bennet, della quale rimarrà incinta, e dovrà perciò inscenare una relazione con la guardia "Pornobaffo". Dopo che Bennett l'abbandona, Daya decide di dare la bambina in adozione a Delia Powell, la madre di Pornobaffo.
- Lorna Morello Muccio, interpretata da Yael Stone, doppiata da Sabrina Duranti.
Una donna proveniente da una numerosa famiglia italo-americana, in alcune occasioni presentata un po' razzista nei confronti delle ispaniche. Lorna ha una relazione di sesso occasionale con Nicky mentre continua ad organizzare e sognare il suo matrimonio con il suo fantomatico fidanzato Christopher. Si scoprirà, invece, che Christopher non è affatto il suo fidanzato, ma un uomo con la quale Lorna era uscita una volta e, dopo esserne diventata ossessionata, l'ha denunciata per stalking, motivo per il quale ora si trova in carcere. La sua mansione in carcere è quella di guidare il pulmino, finché Rosa non scappa, da qui in poi la mansione sarà affidata a Pennsatucky. Durante la terza stagione decide di avviare dei colloqui per cercare un marito. Riuscirà a sposarsi con uno di loro, Vince Muccio, del quale rimane in seguito incinta.
- Poussey Washington, interpretata da Samira Wiley, doppiata da Giulia Franceschetti.
Poussey era figlia di un maggiore dell'esercito americano, orfana di madre, si trasferisce in Germania dove ebbe una relazione con la figlia dell'ambasciatore tedesco. Quando quest'ultimo scopre la relazione, riassegna il padre di Poussey di nuovo negli Stati Uniti, causando la fine della relazione tra le due ragazze. Verrà poi incarcerata per spaccio di marijuana. Poussey muore nella quarta stagione per mano di una guardia che la soffoca per errore e l'intera quinta stagione si basa sulla rivolta che le detenute organizzano per ottenere giustizia per lei.
- Gloria Mendoza, interpretata da Selenis Leyva, doppiata da Ilaria Latini.
Gloria è una delle ispaniche, che in seguito assume la mansione di cuoca al posto di Red. Critica spesso Daya perché non conosce lo spagnolo, ma finirà per fare da "madre sostitutiva" alla ragazza. Ha quattro figli, che ha affidato temporaneamente alla sorella Lourdes e ha subito abusi dal marito. Viene incarcerata per frode.
- Carrie "Big Boo" Black, interpretata da Lea DeLaria, doppiata da Barbara Castracane.
Carrie, detta Big Boo è una donna lesbica afflitta da problemi di sfiducia, ansia e stress; per questo le verrà concesso di tenere un cane in carcere. In un flashback della sua vita prima del carcere la si vede tentare di riscuotere soldi relativi ad una scommessa: probabilmente era un'allibratrice illegale e per questo motivo sta scontando la pena. In altri flashback della sua vita passata si mostra il difficile rapporto coi genitori, in particolare con la madre, la quale non ha mai accettato la sua omosessualità. Passa molto tempo insieme a Nicky e in seguito stringe una forte amicizia con Pennsatucky.
- Cindy "Black Cindy" Hayes, interpretata da Adrienne C. Moore, doppiata da Perla Liberatori.
Prima di essere rinchiusa, Cindy lavorava in un aeroporto. Ha una figlia di cui si occupa sua madre, e a cui è stato detto che Cindy è sua sorella maggiore. Probabilmente è in carcere per furto, dato che rubava dai bagagli smarriti degli oggetti di valore per poi fare dei regali. In carcere si avvicinerà alla fede ebraica, sebbene all'inizio lo facesse solo per usufruire dei pasti kosher della cucina.
- Aleida Diaz, interpretata da Elizabeth Rodriguez, doppiata da Alessandra Korompay.
Aleida è la madre di Daya e dei suoi numerosi fratelli, dei quali non si è mai presa cura. Frequentava Cesar, un uomo che utilizza la sua cucina per produrre droga. Viene incarcerata per aver aiutato Cesar nella produzione di droga, affidandogli i suoi figli. In carcere prova spesso a recuperare il suo rapporto con Daya e verrà in seguito scarcerata con una riduzione della pena, cercando di ricrearsi una vita fuori dalla prigione.
- Marisol "Flaca" Gonzales, interpretata da Jackie Cruz, doppiata da Erica Necci.
Marisol, detta Flaca, è una giovane ragazza che spesso viene presa in giro per il suo stile dark e gotico. Alle superiori iniziò uno spaccio di acidi finti, finché un suo compagno si gettò da un tetto, convinto di essere sotto l'effetto di droga, e a questo seguì l'arresto della ragazza. In carcere diventa la migliore amica di Maritza e le due sono costantemente in compagnia.

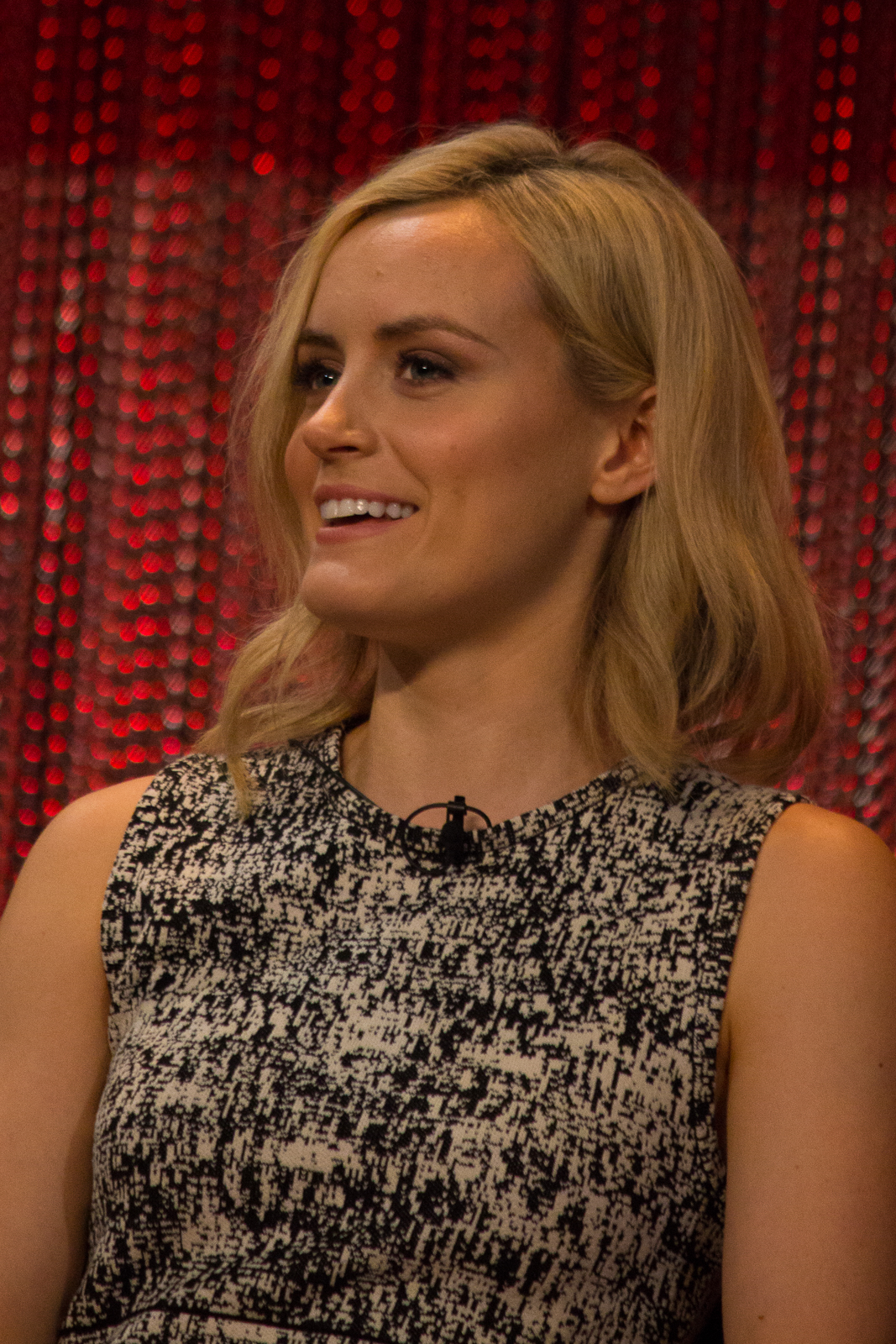
Maritza Ramos, interpretata da Diane Guerrero, doppiata da Letizia Scifoni.  Maritza è un'attraente ragazza latina. Prima del carcere lavorava in una discoteca. Era solita riempire con acqua le bottiglie vuote di vodka per poi farle cadere in modo da farsele ripagare dai clienti ed intascarsi i soldi; è così che conosce un ragazzo che le propone di fingere per lavorare in una concessionaria, adescare uomini ricchi e rubare auto. In prigione stringerà una forte amicizia con Flaca e durante la rivolta apriranno insieme un canale su youtube diventando popolari.  - Taylor Schilling interpreta Piper Chapman
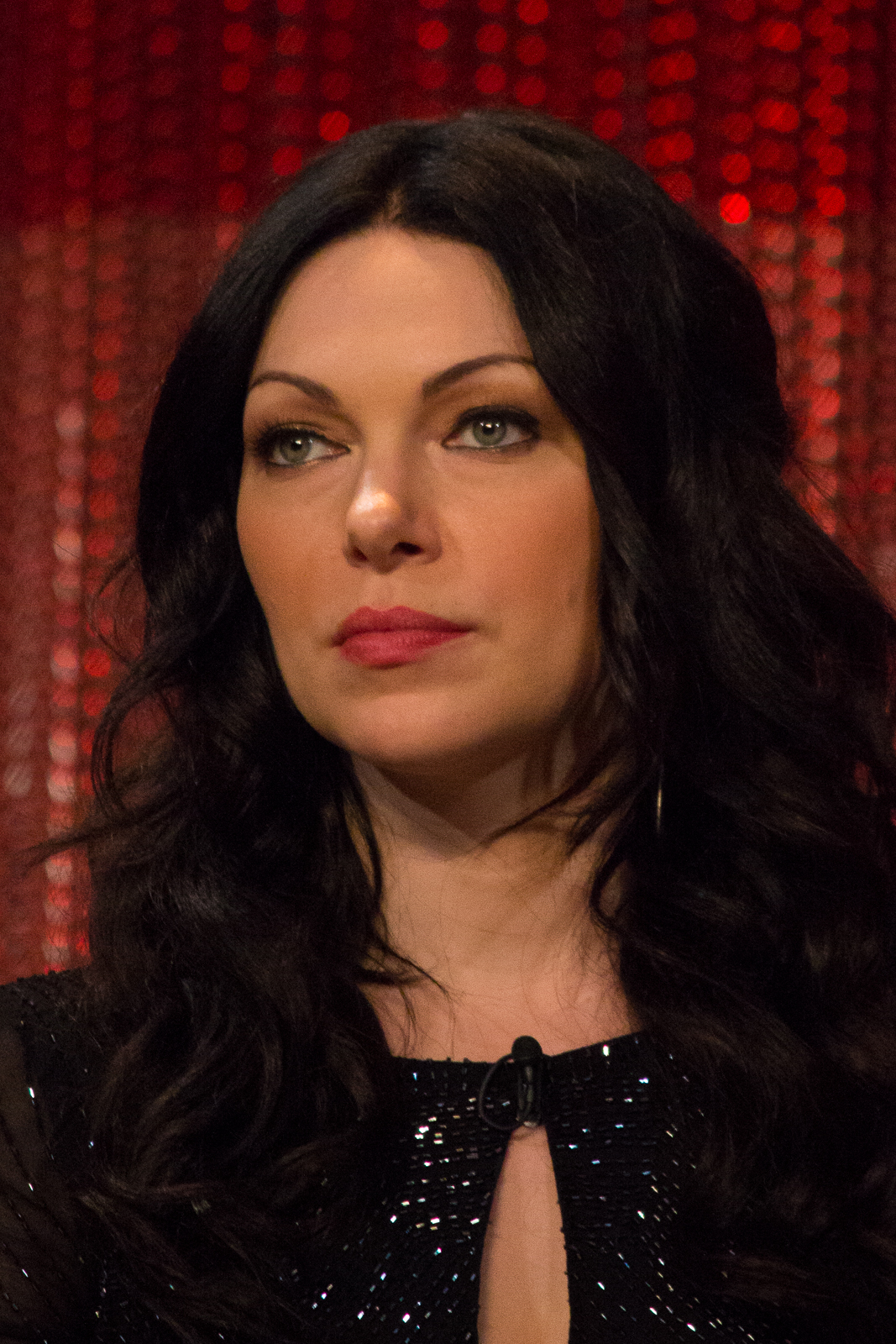
Laura Prepon interpreta Alex Vause
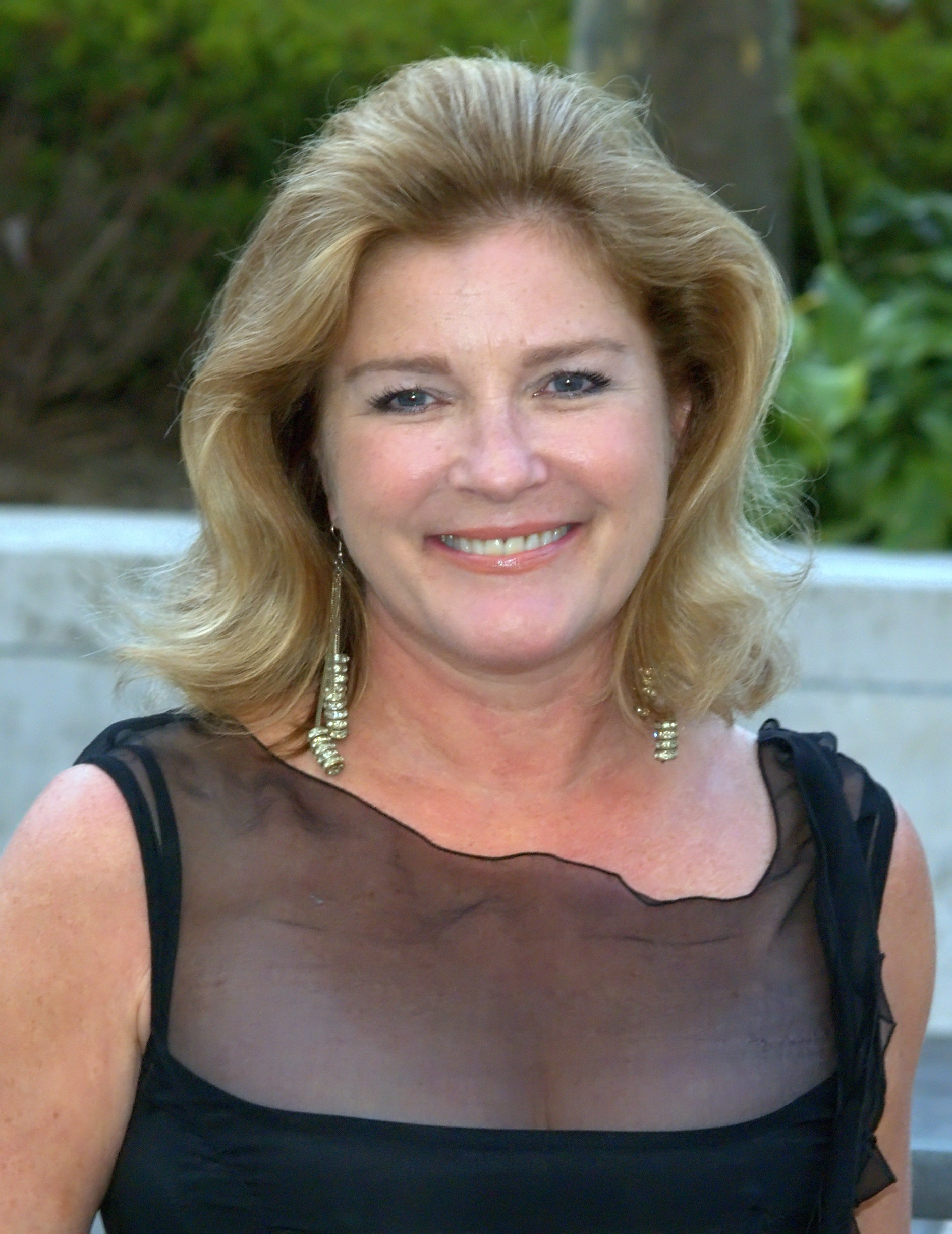
Kate Mulgrew interpreta Red
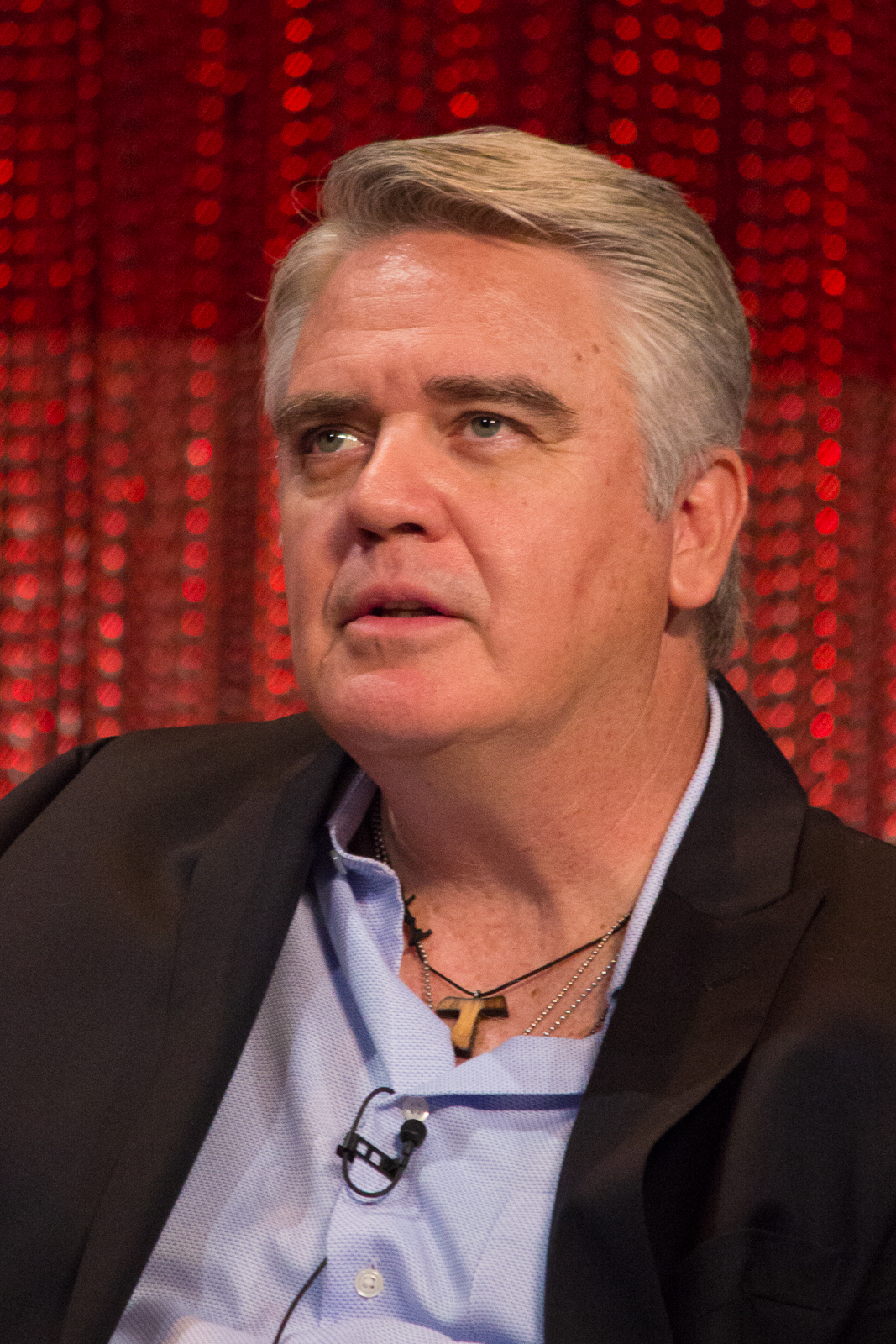
Michael J. Harney interpreta Sam Healy
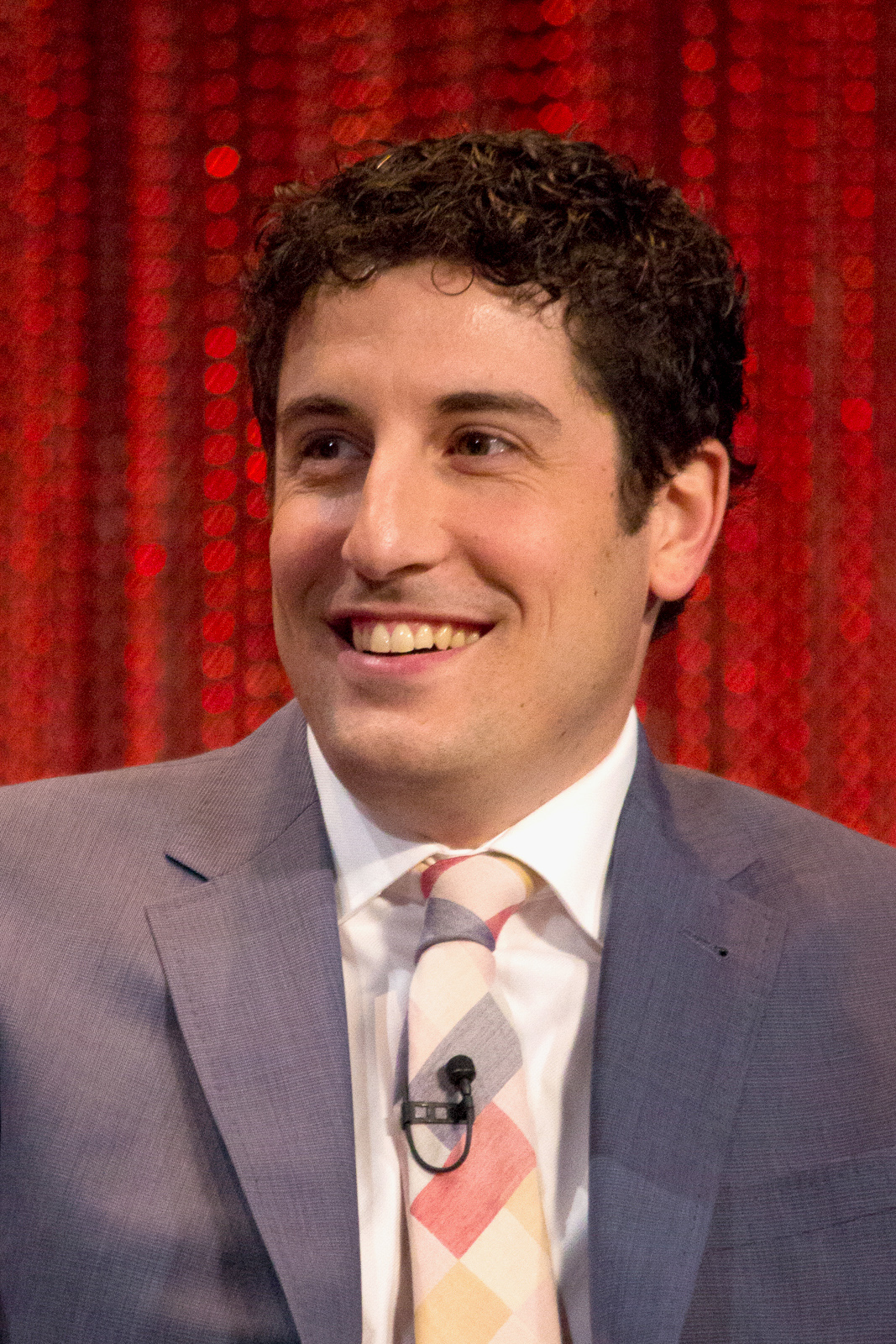
Jason Biggs interpreta Larry Bloom
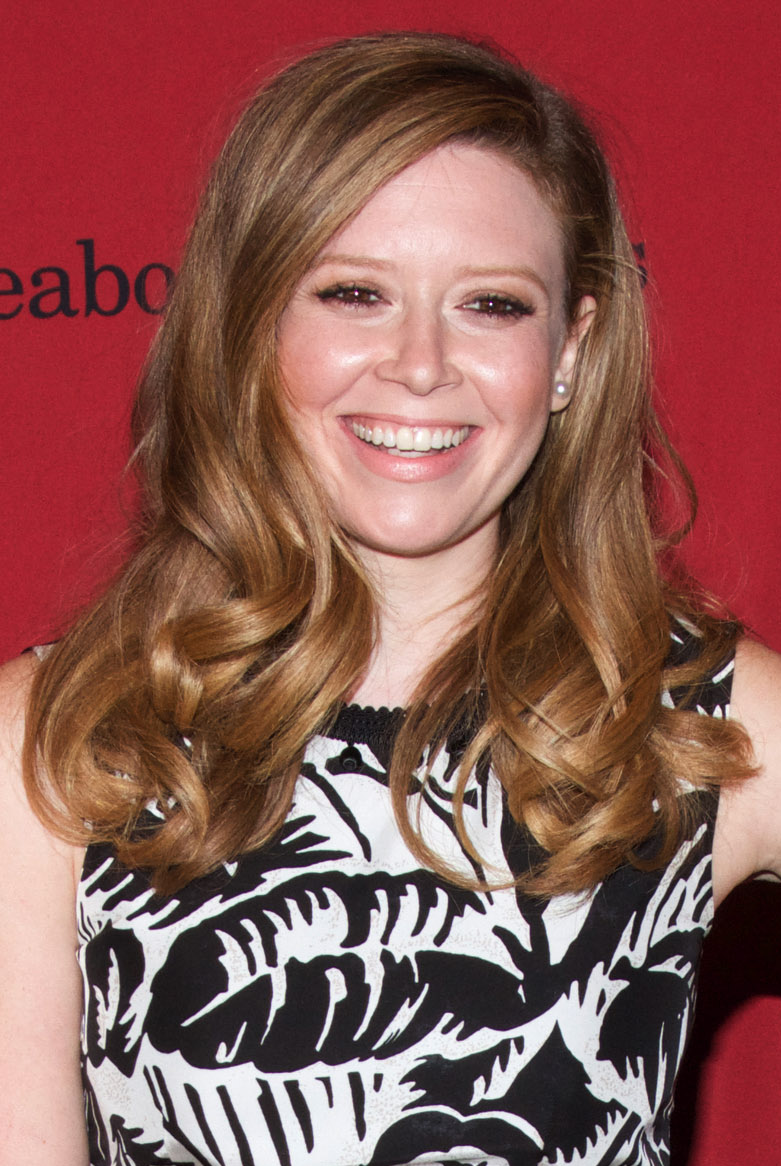
Natasha Lyonne interpreta Nicky Nichols
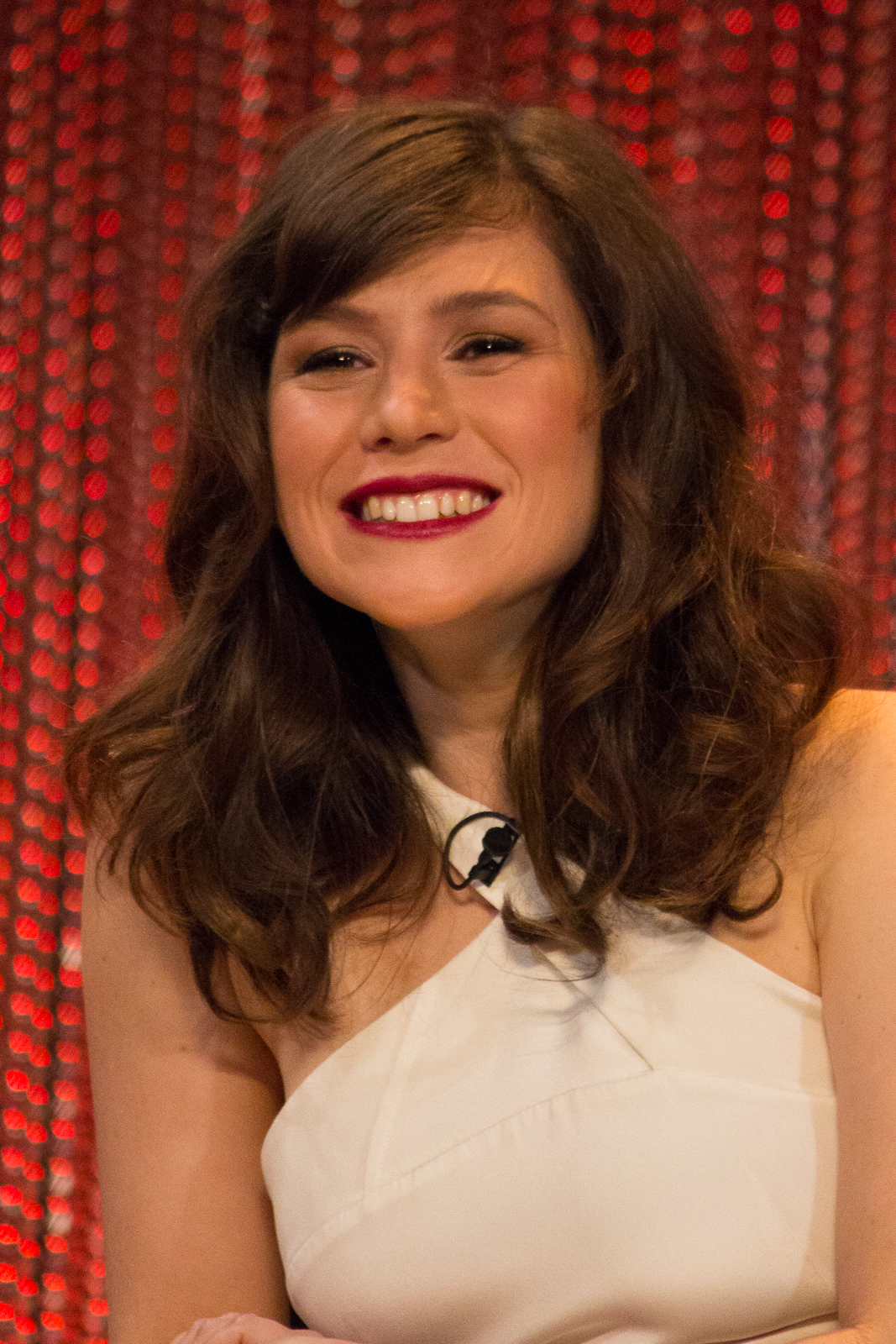
Yael Stone interpreta Lorna Morello
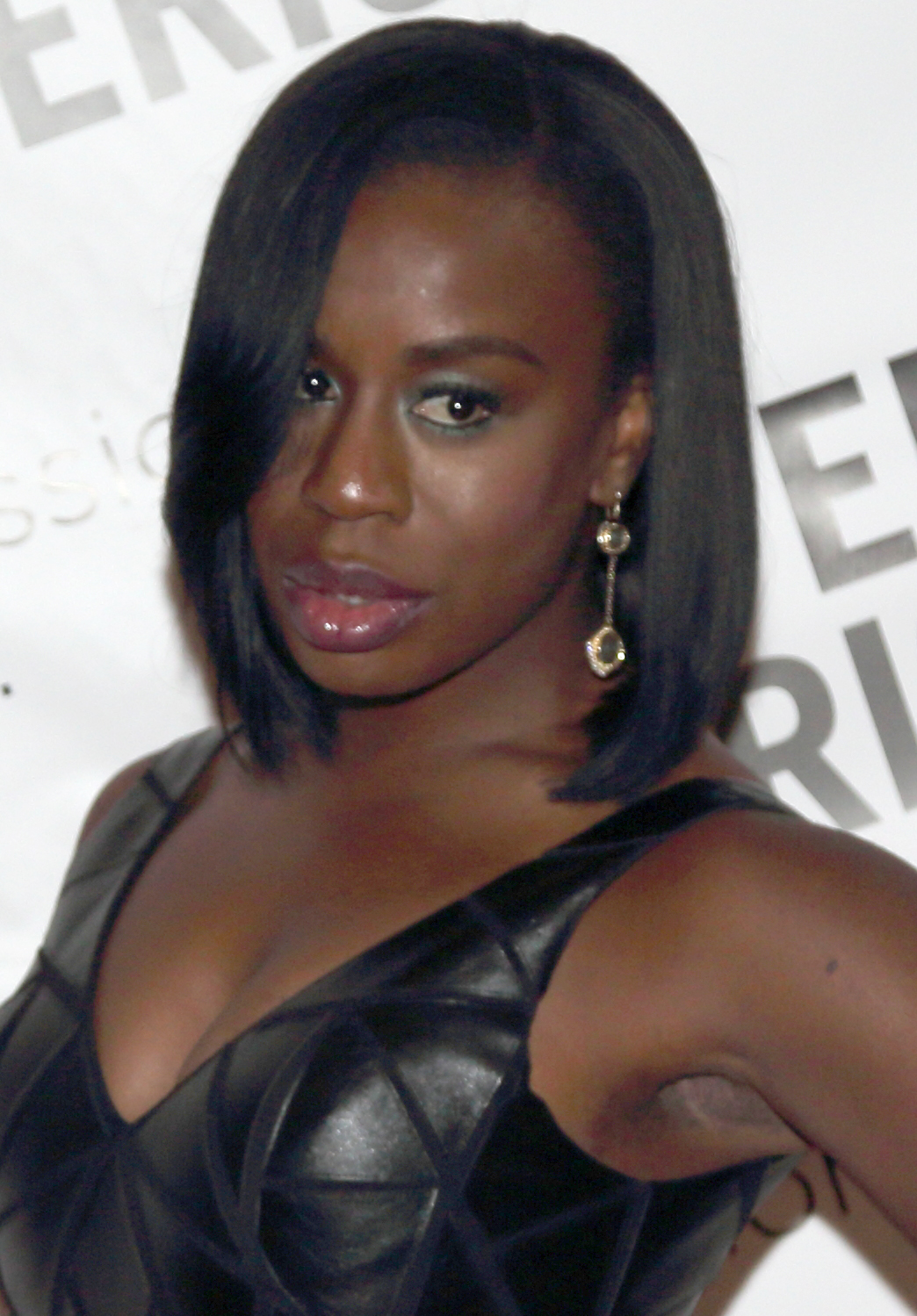
Uzo Aduba interpreta "Occhi pazzi" (Suzanne)
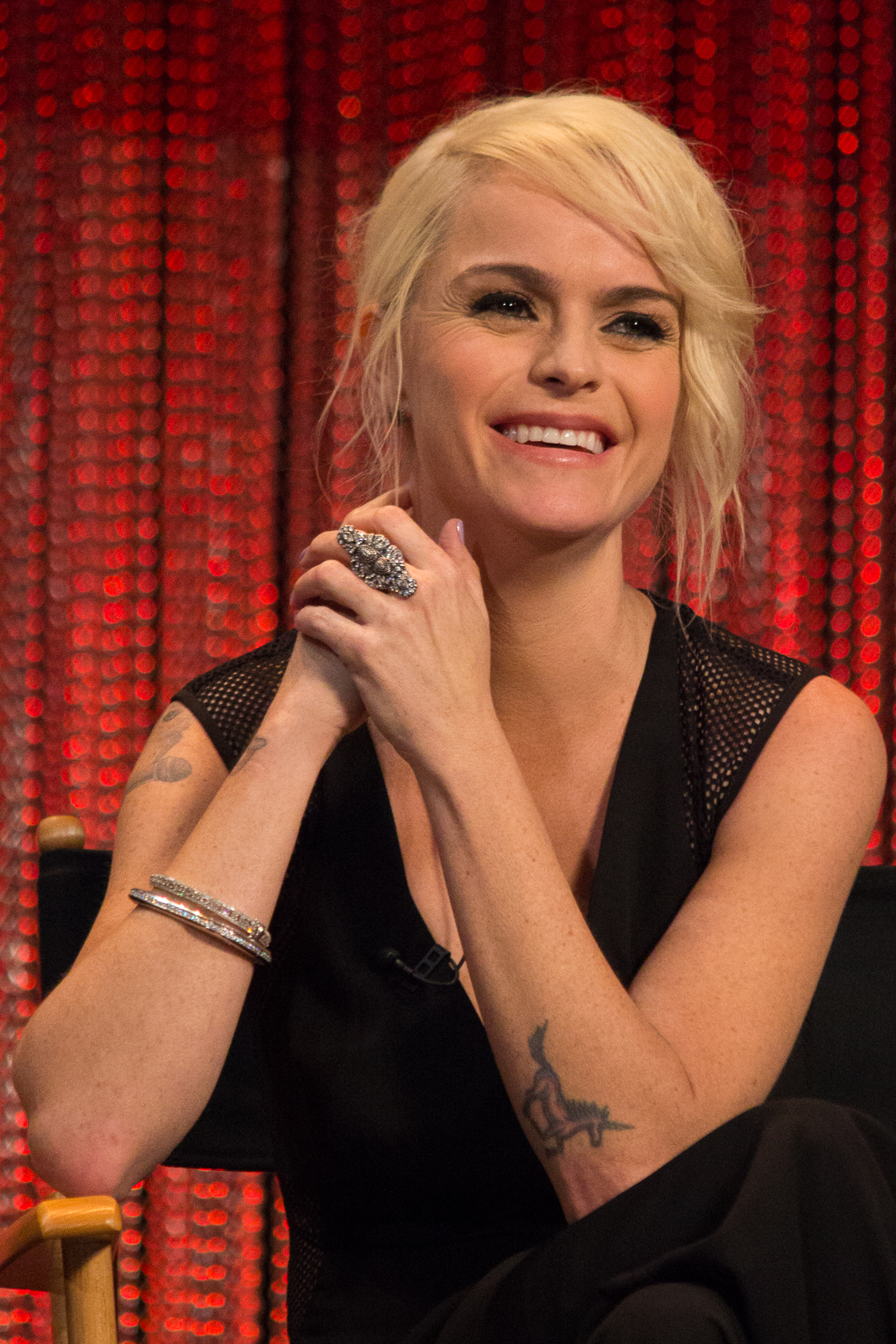
Taryn Manning interpreta "Pennsatucky"
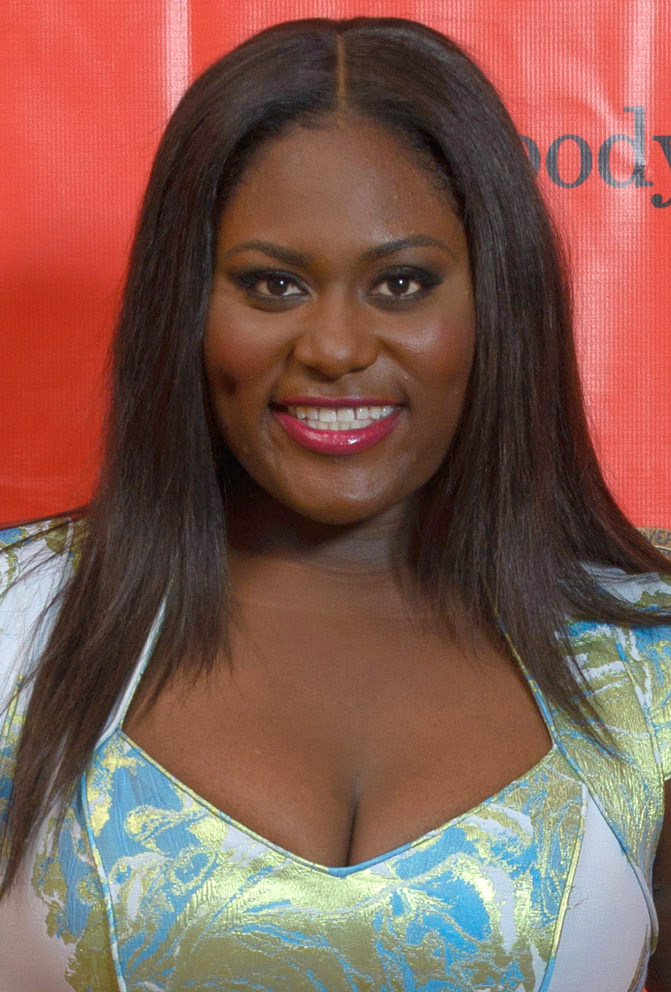
Danielle Brooks interpreta Taystee
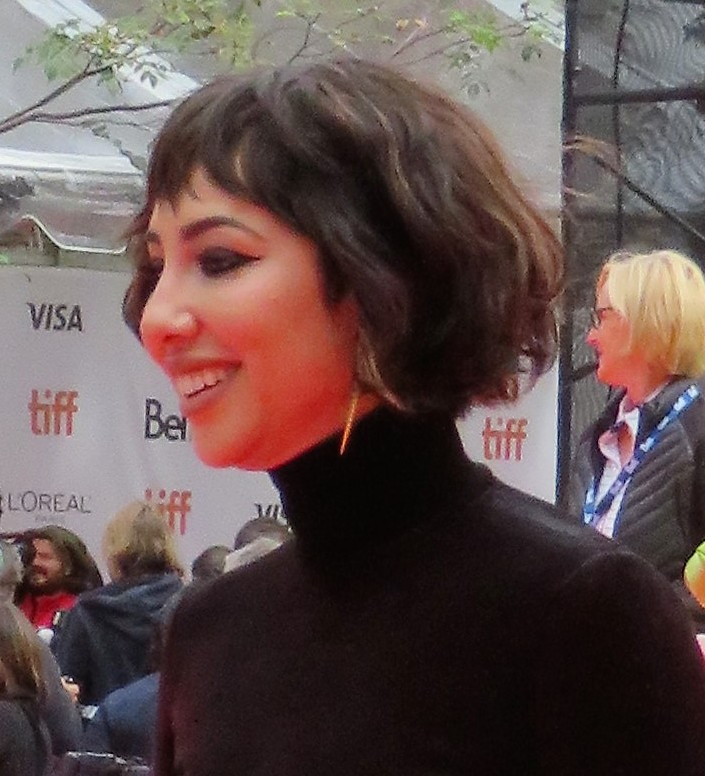
Jackie Cruz interpreta Flaca
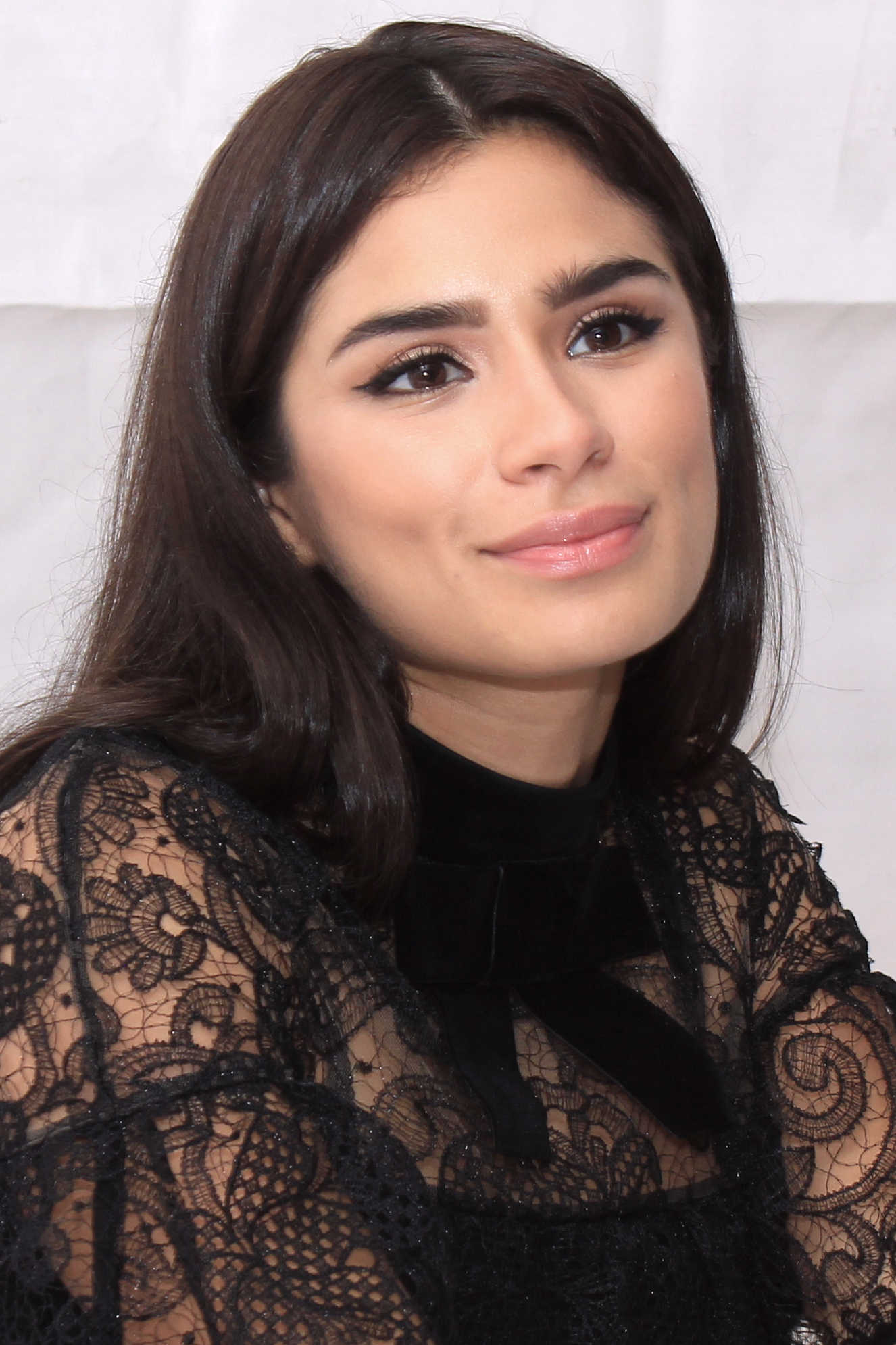
Diane Guerrero interpreta Maritza Ramos
  - Laura Prepon interpreta Alex Vause
  - Kate Mulgrew interpreta Red
  - Michael J. Harney interpreta Sam Healy
  - Jason Biggs interpreta Larry Bloom
  - Natasha Lyonne interpreta Nicky Nichols
  - Yael Stone interpreta Lorna Morello
  - Uzo Aduba interpreta "Occhi pazzi" (Suzanne)
  - Taryn Manning interpreta "Pennsatucky"
  - Danielle Brooks interpreta Taystee
  - Jackie Cruz interpreta Flaca 
  - Diane Guerrero interpreta Maritza Ramos

## Personaggi secondari
- Patricia "Tricia" Miller, interpretata da Madeline Brewer, doppiata da Valentina Pallavicino.
Tricia è una delle detenute più giovani; è finita in carcere a causa di furto e probabilmente per questioni legate alla droga. Morirà per overdose in prigione.
- Erica "Yoga" Jones, interpretata da Constance Shulman, doppiata da Stefanella Marrama.
Erica è l'insegnante di yoga della prigione. È finita in carcere perché ha accidentalmente ucciso un bambino di otto anni, scambiandolo per un cervo che voleva mangiare la marijuana che coltivava nella sua proprietà.
- Brook Soso, interpretata da Kimiko Glenn, doppiata da Joy Saltarelli.
Brook è una giovane ragazza di origini asiatiche. Deve scontare la pena a causa di una protesta politica. Farà fatica ad ambientarsi in prigione, tanto che tenterà il suicidio. Conoscerà Poussey, che diventerà la sua fidanzata, ma cade nuovamente in depressione dopo la sua morte.
- Yvonne "Vee" Parker, interpretata da Lorraine Toussaint, doppiata da Antonella Giannini.
Vee è finita in carcere più volte. Inizialmente lei e Red erano amiche, ma la smania di potere di Vee, la quale ha messo in piedi un giro di spaccio nel carcere, finisce col metterla contro l'amica. Si mette a capo delle detenute di colore, arrivando più volte ad aggredire Red. Vee è una donna sadica, crudele e dispotica, alla fine pure le sue subalterne capiscono che è una donna egoista, quindi decidono di abbandonarla.
- Gina Murphy, interpretata da Abigail Savage doppiata da Antonella Baldini. 
Gina lavora nelle cucine assieme a Red. È finita in carcere per appropriazione indebita.
- Sorella Jane Ingalls, interpretata da Beth Fowler, doppiata da Lorenza Biella.
Jane è una suora. Ha provato ad entrare in una centrale nucleare, motivo per cui è in carcere.
- Norma Romano, interpretata da Annie Golden.
Norma lavora nelle cucine assieme a Red e Gina ed è una delle poche persone di cui Red si fida. Non parla con nessuno, ma si fa capire a gesti. Il suo crimine è un omicidio ai danni di suo "marito", un guru ormai anziano e abbandonato dai suoi discepoli, che ha seguito fino alla vecchiaia e che poi ha spinto giù da un dirupo, in reazione ad anni di maltrattamenti verbali.
- Leanne Taylor, interpretata da Emma Myles.
Leanne è una delle migliori amiche di Pennsatucky e sua protetta. Viene vista praticare del sesso orale alla guardia carceraria George Mendez in cambio di droga. Lavora nella lavanderia della prigione. Apparteneva ad una comunità Amish ma nel suo periodo Rumspringa insieme ad altri giovani della comunità si invischia in un giro di droga; lei viene presa e collabora con la polizia incastrando gli altri giovani, in cambio della sospensione della pena; torna dai genitori, tuttavia questi rischiano il fallimento perché emarginati dagli altri membri della comunità in seguito alle azioni di Leanna: questa decide quindi di andare via per salvarli, nonostante la sua intenzione fosse invece quella di rimanere nella comunità a tutti i costi.
- Angie Rice, interpretata da Julie Lake.
Anche lei amica di Pennsatucky e anche lei con problemi di dipendenza da metanfetamine. Lavora insieme a Tiffany e Leanne nella lavanderia.
- Loretta Fisher, interpretata da Cristina J. Huie. Il suo crimine è sconosciuto
- Maria Ruiz, interpretata da Jessica Pimentel, doppiata da Emanuela D'Amico. Maria è figlia di El Leon, un importante boss della droga nella Repubblica Dominicana. Fin da piccola è stata educata secondo le credenze del padre. Una volta adolescente si ribella e viene quindi cacciata di casa. Si unisce ad un ragazzo messicano di nome Yadriel, che ha conosciuto dopo averlo aiutato nascondendo la sua droga, evitandogli quindi l'arresto; con lui avrà una figlia che nascerà in carcere.
- Miss Rosa Cisneros, interpretata da Barbara Rosenblat (stagione 1) e Stephanie Andujar (stagione 2 da giovane), doppiata da Doriana Chierici.
Rosa è una donna malata di cancro. A causa della sua condizione risiede permanentemente nelle celle di accoglienza. È stata incarcerata per rapina ad una banca.
- Anita Demarco, interpretata da Lin Tucci, doppiata da Stefania Romagnoli.
Anita è una delle detenute più anziane. Appena arrivata in carcere ebbe un infarto che la costringe ogni notte a dormire con una macchina per l'ossigeno. Risiede permanentemente nelle celle di accoglienza ed è membro del comitato di accoglienza. Il suo crimine è sconosciuto.
- Blanca Flores, interpretata da Laura Gomez, doppiata da Irma Carolina Di Monte.
Blanca è una ispanica. Incarcerata per furto, è riuscita a portare all'interno della prigione un cellulare con cui chiama il suo compagno chiudendosi in bagno; le altre detenute la credono pazza in quanto pensano che parli da sola. Prima di finire in carcere lavorava per una donna anziana che la trattava come una schiava. Inizia una relazione con "Diablo", il giardiniere, nonostante la sua datrice di lavoro sia contraria.
- Mercy Valduto, interpretata da Katie Iacona.
Mercy è l'unica detenuta che esce dal carcere senza rientrarci . Ha avuto una relazione con Big Boo e con Tricia, prima che questa finisse in overdose.
- Mei Chang, interpretata da Lori Tan Chinn, doppiata da Paila Pavese.
È una donna di origine asiatiche molto vecchia che lavora al market. Il suo crimine è probabilmente legato al circolo mafioso nel quale è entrata quando era giovane.
- Jimmy Cavanaugh, interpretata da Patricia Squire.
Jimmy è probabilmente la detenuta più anziana. Le è stato riconosciuto un ritardo mentale; la donna, infatti, si crede una ventenne e chiede in continuazione di suo marito Jack. Il suo crimine è sconosciuto.
- Frieda Berlin, interpretata da Dale Soules. Incarcerata perché ha tagliato con un coltello il pene del marito, Frieda ha commesso quattro omicidi in un anno. Viene fatto però intendere che fossero di più ma nemmeno lei ricorda più per quanti ha ricevuto la condanna. Da giovane si trovava in Massima Sicurezza ma dopo aver incastrato la sua migliore amica e aver fatto scatenare la guerra tra i bracci C e D, verrà trasferita in minima sicurezza, dove resta per quasi tutta la vita.
- Irma Lerman, interpretata da Yvette Freeman. Il suo crimine è, per ora, sconosciuto.
- Erica Taslitz, interpretata da Judith Anna Roberts. Il suo crimine è, per ora, sconosciuto
- Sophia Burset, interpretata da Laverne Cox, doppiata da Andrea Lavagnino.
Sophia è una donna transgender, in carcere per frode con delle carte di credito di cui rubava i dati durante il suo passato lavoro come vigile del fuoco: il denaro rubato le serviva per finanziare le operazioni che le avrebbero permesso il cambio di sesso e la terapia ormonale. In carcere fa la parrucchiera e continua la terapia ormonale. Ha una moglie che ha accettato la sua transessualità, ma che tuttavia inizia, durante la sua detenzione, una relazione con un altro uomo: inizialmente Sophia si infuria, poi invece si riconcilia con quella che diventa la sua ex moglie, anche per amore del figlio che hanno in comune, con il quale, piano piano, sta ricostruendo il rapporto.
- Lolly Whitehill, interpretata da Lori Petty.
È anche lei, come Piper, una detenuta a Chicago all'inizio della seconda stagione, ed è qui che conosce la protagonista. In seguito, viene trasferita a Litchfield. Ha continue crisi di paranoia ed convinta di essere spiata dal governo americano. Da giovane lavorava per una rivista ma viene licenziata a causa degli articoli di denuncia nei confronti del governo che continua a scrivere al posto di ciò che le viene chiesto dal suo superiore. Segue una vita da vagabonda e l'arresto per disturbo alla quiete pubblica. Si scopre che le sue paranoie sono dovute a delle voci che sente nella sua testa, sintomo della schizofrenia di cui è affetta.
- Stella Carlin, interpretata da Ruby Rose, doppiata da Domitilla D'Amico.                                                                                                                                                                                                                         È buddista e di origine australiana. Intreccia una relazione con Piper Chapman, dopo la sua rottura di quest'ultima con Alex. Inizia a lavorare con Piper per il contrabbando di biancheria intima. Tuttavia, quando la sua scarcerazione si avvicina, ruba tutti i soldi a Piper. Questa decide di vendicarsi spedendo Stella nel carcere di massima sicurezza nascondendo nella sua cella merce di contrabbando e ritardando la sua messa in libertà. Il suo crimine è sconosciuto.

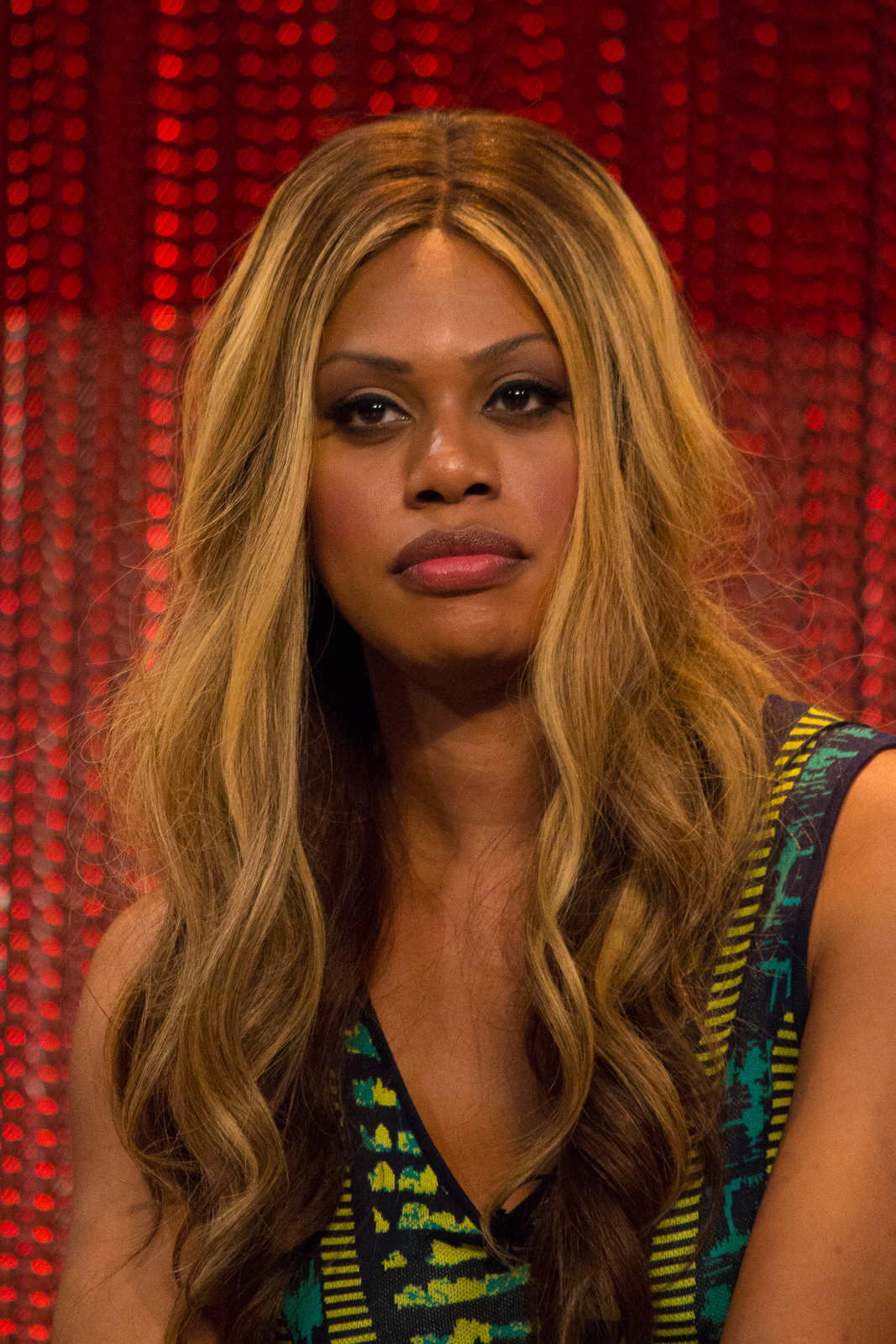
Laverne Cox interpreta Sophie
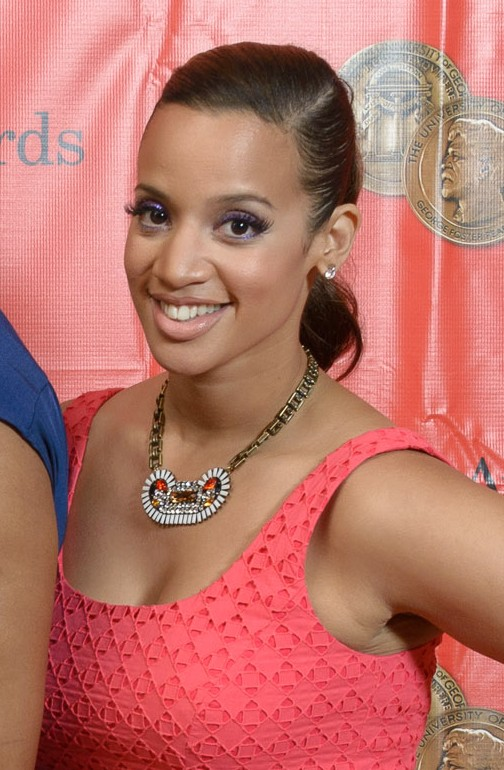
Dascha Polanco interpreta Daya
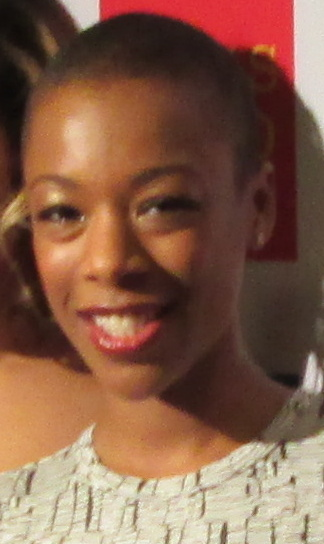
Samira Wiley interpreta Poussey
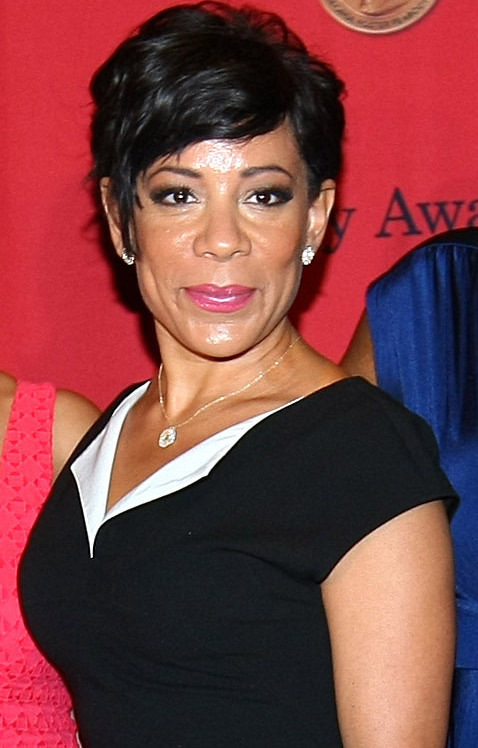
Selenis Leyva interpreta Gloria
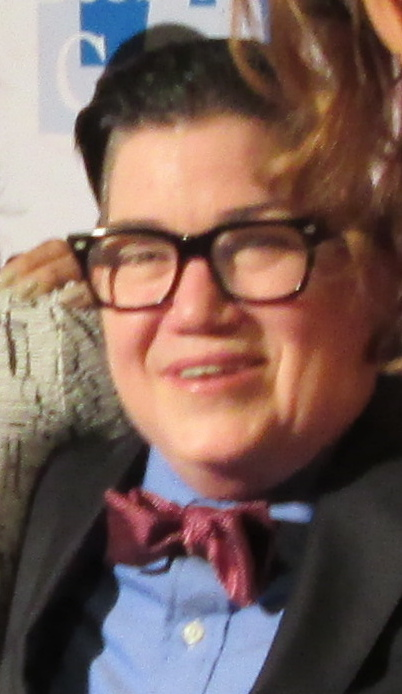
Lea DeLaria interpreta Big Boo
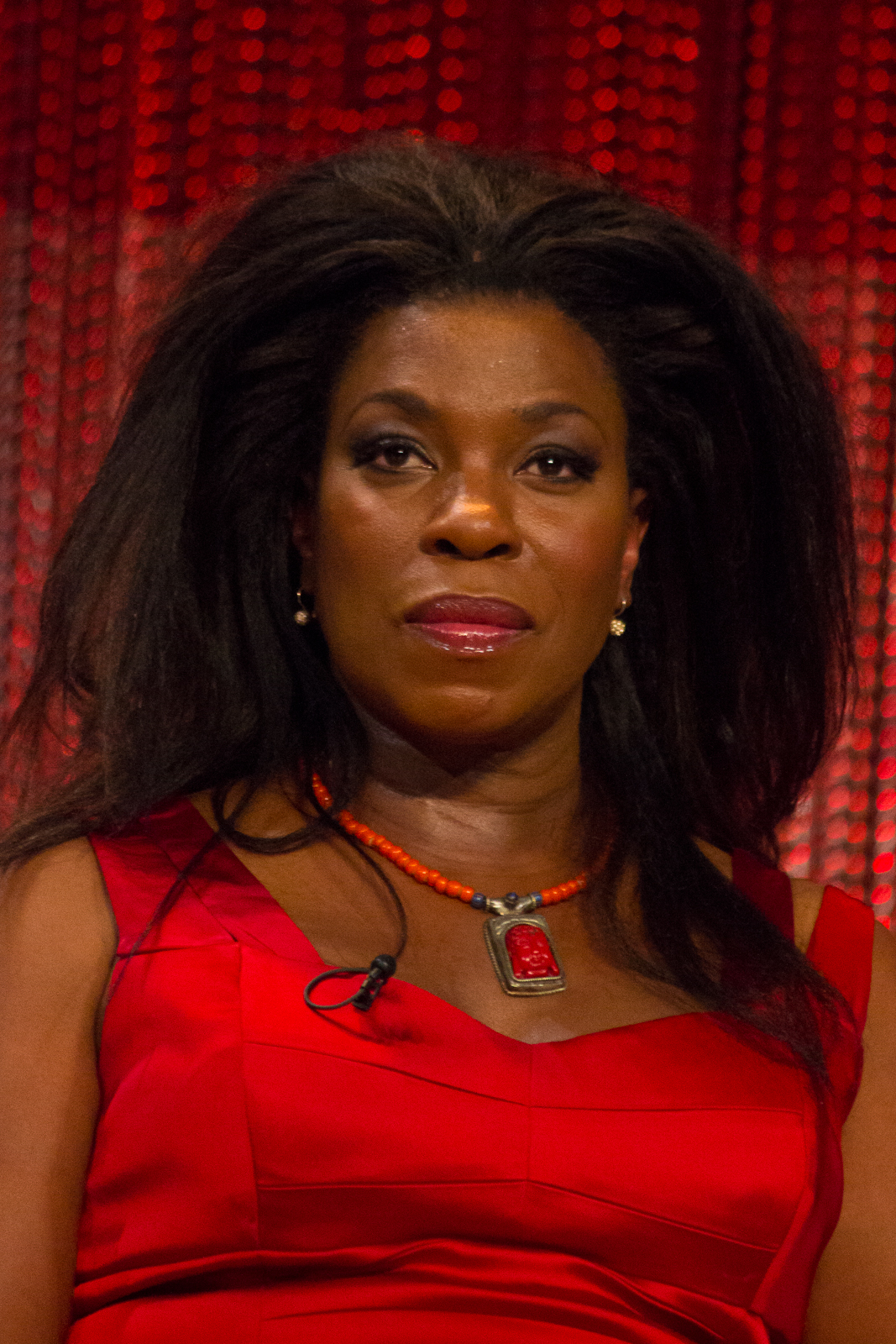
Lorraine Toussaint interpreta Vee
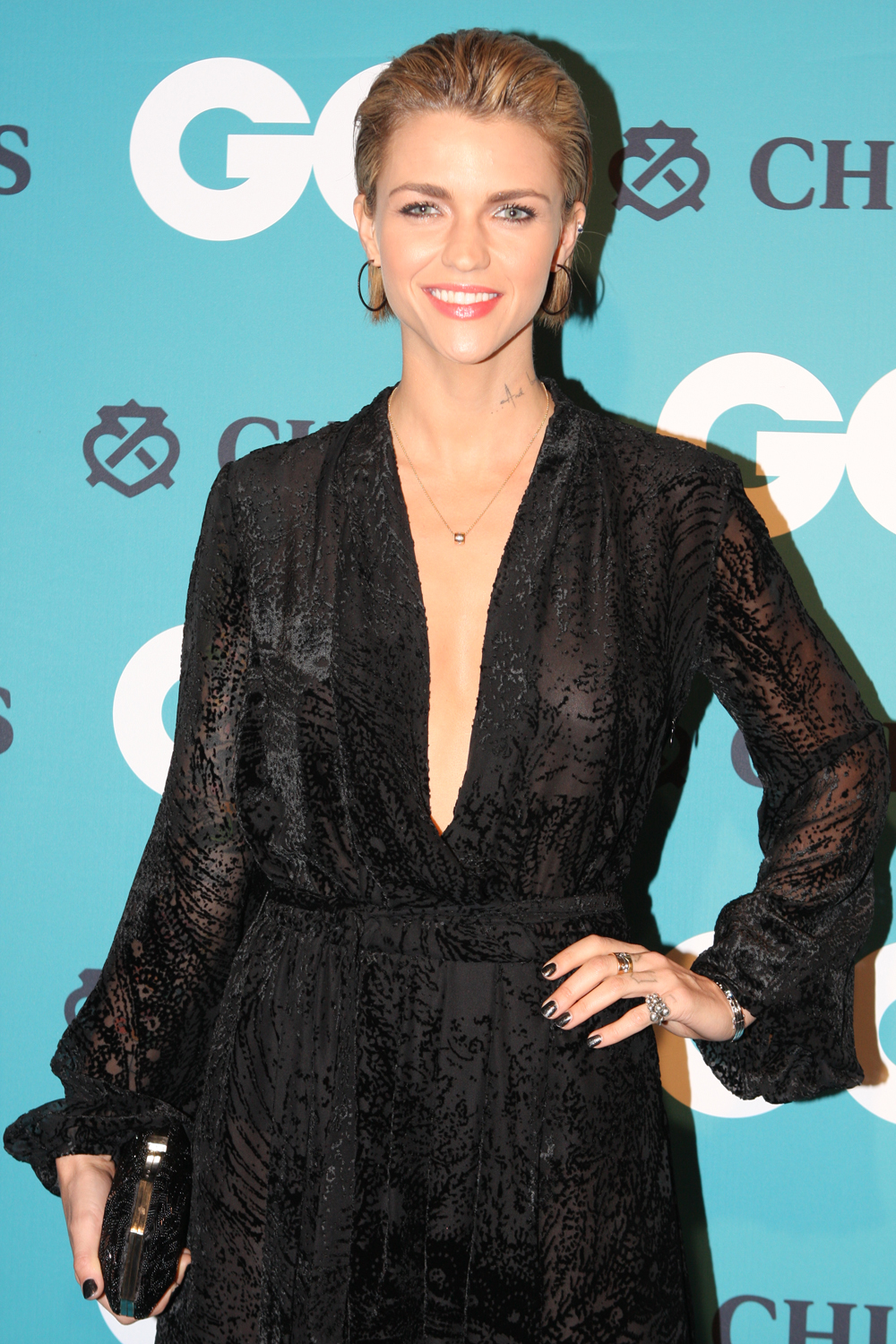
Ruby Rose interpreta Stella

### Staff del penitenziario
- George "Pornobaffo" Mendez, interpretato da Pablo Schreiber, doppiato da Riccardo Scarafoni.
È uno degli agenti del carcere. Ha degli atteggiamenti molesti nei confronti delle detenute che per questo lo chiamano "Pornobaffo". Riesce a procurare qualsiasi tipo di droga, dandola alle detenute che gliela richiedono, in cambio di sesso orale. Finisce in prigione con l'accusa di stupro e convinto di aver messo incinta Daya, con la quale aveva avuto un rapporto sessuale, anche se in realtà il bambino è di Bennett.
- John Bennett, interpretato da Matt McGorry, doppiato da Stefano Sperduti.
Bennett è un novellino e uno degli agenti più giovani. Inizia in segreto una relazione con Daya che rimarrà incinta di lui. Ex soldato, è stato in missione in Afghanistan; usa una protesi in sostituzione della gamba sinistra, perduta in un evento non connesso col suo servizio militare.
- Natalie "Fig" Figueroa, interpretata da Alysia Reiner, doppiata da Roberta Pellini.
È la vice-direttrice del carcere, è una donna egoista e non le importa niente delle detenute. Suo marito Jason è un politico. La vita di Natalie cade a pezzi quando scopre che suo marito è gay e viene licenziata quando si scopre che intascava i soldi del carcere per suoi usi personali. Dopo il suo licenziamento il suo posto passa a Joe.
- Susan Fischer, interpretata da Lauren Lapkus, doppiata da Francesca Manicone.
È una giovane agente che viene spesso accusata di essere troppo buona con le detenute. Viene aggredita da Miss Claudette, che per questo viene messa nell'ala di massima sicurezza. Oggetto del desiderio di Joe, non ricambierà mai i suoi sentimenti in quanto prima sta con un ragazzo e poi inizia a frequentare Joel Luschek. Verrà licenziata proprio da Caputo.
- Eliqua Maxwell, interpretata da Lolita Foster.
Maxwell è una donna afroamericana che lavora per lo più al centralino.
- Scott O'Neill, interpretato da Joel Marsh Garland.
O'Neill è uno degli ufficiali. Ossessionato dalle diete e dall'esercizio fisico, che però non portano ad alcun risultato, ha una relazione fatta di alti e bassi con la collega Wanda.
- Wanda Bell, interpretata da Catherine Curtin, doppiata da Emanuela Baroni.
Anche lei è un'ufficiale che si occupa anche delle perquisizioni corporee quando le detenute entrano nel penitenziario. Ha una relazione fatta di alti e bassi col collega Scott.
- Joel Luschek, interpretato da Matt Peters, doppiato da Gabriele Sabatini.
Luscheck è il responsabile del reparto elettrico, a cui spesso viene chiesto di fare dei lavoretti per evitare di pagare un esterno. Ha un rapporto d'odio-amicizia con Nicky, che aiuterà nel suo spaccio di eroina. Frequenterà per un breve periodo la sua collega Susan.
- Wade Donaldson, interpretato da Brendan Burke.
È un uomo rigido e serio che in seguito al suo licenziamento finisce a lavorare come cameriere.
- Charles Ford, interpretato da Germar Terrell Garddner.
Fra tutti, è l'uomo più infelice del dimezzamento delle ore lavorative e della busta paga, e se ne lamenta spesso con gli altri colleghi.
- Charlie Coates, interpretato da James McMenamin.
È un agente che inizia una relazione segreta con Pennsatucky ma alla fine la violenterà. Tuttavia si pente e lei lo perdona. Scappano nei boschi per poter stare insieme ma Pennsatucky lo lascerà e andrà a costituirsi.

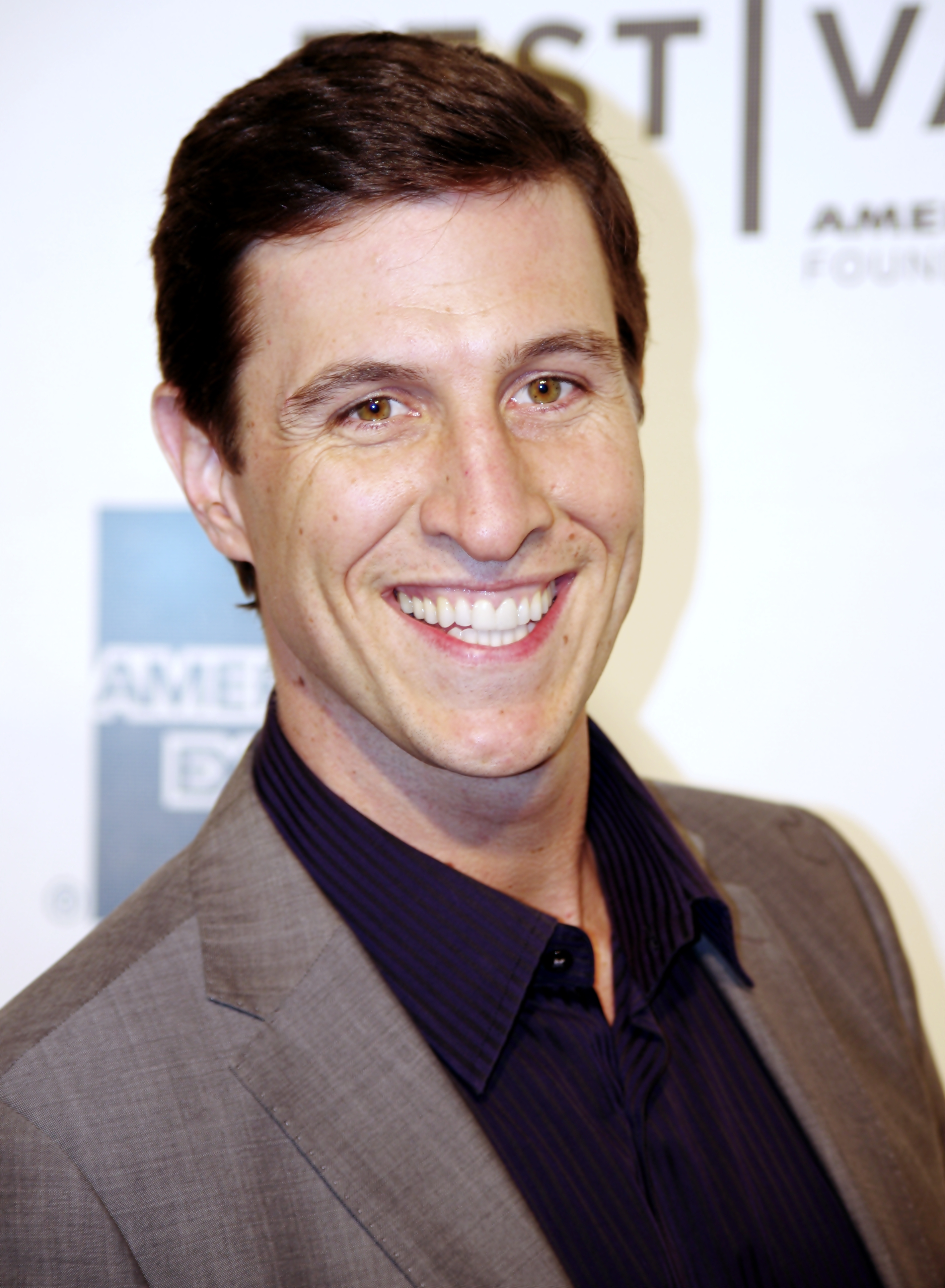
Pablo Schreiber interpreta Pornobaffo
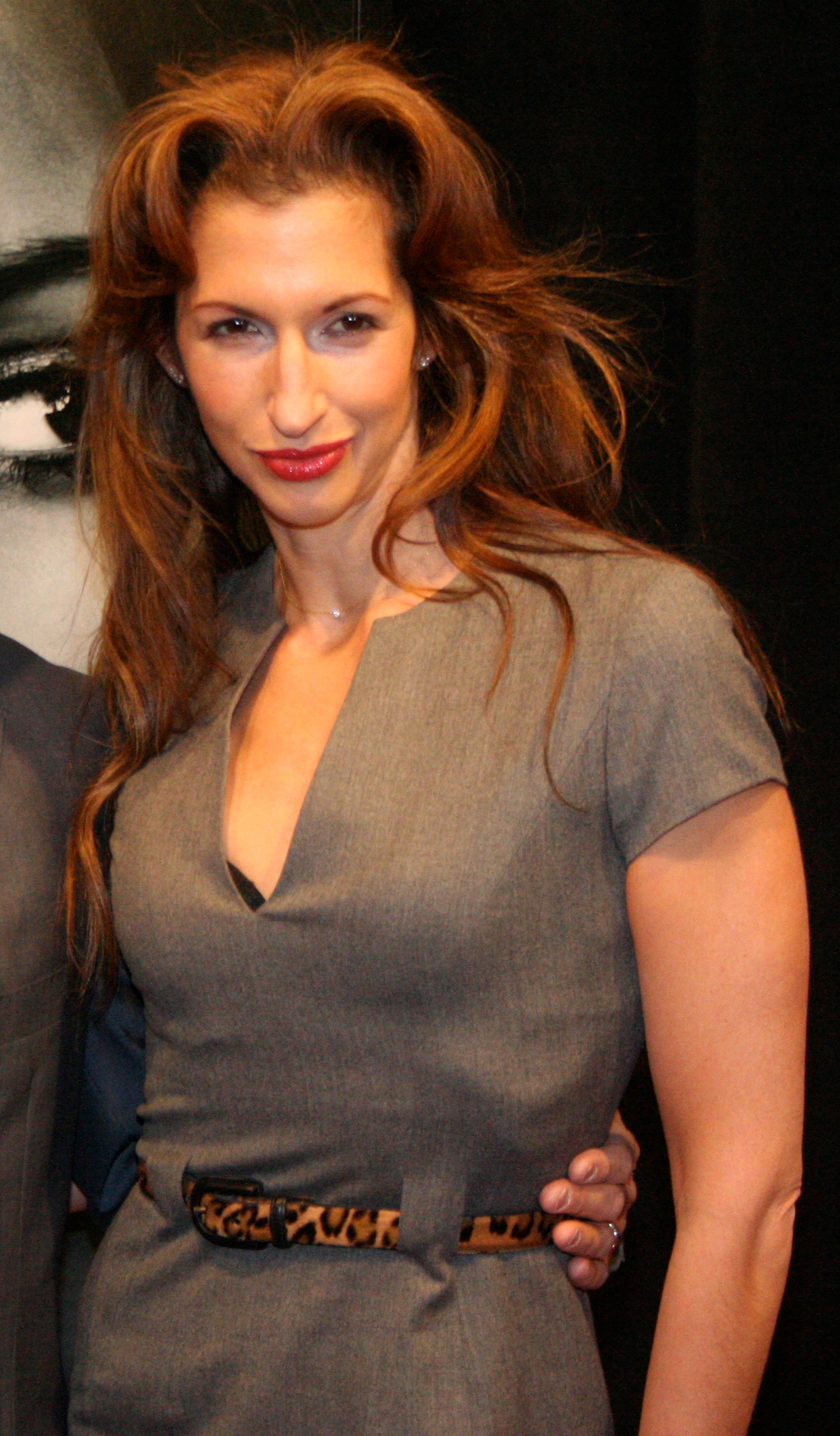
Alysia Reiner interpreta Natalie Figueroa
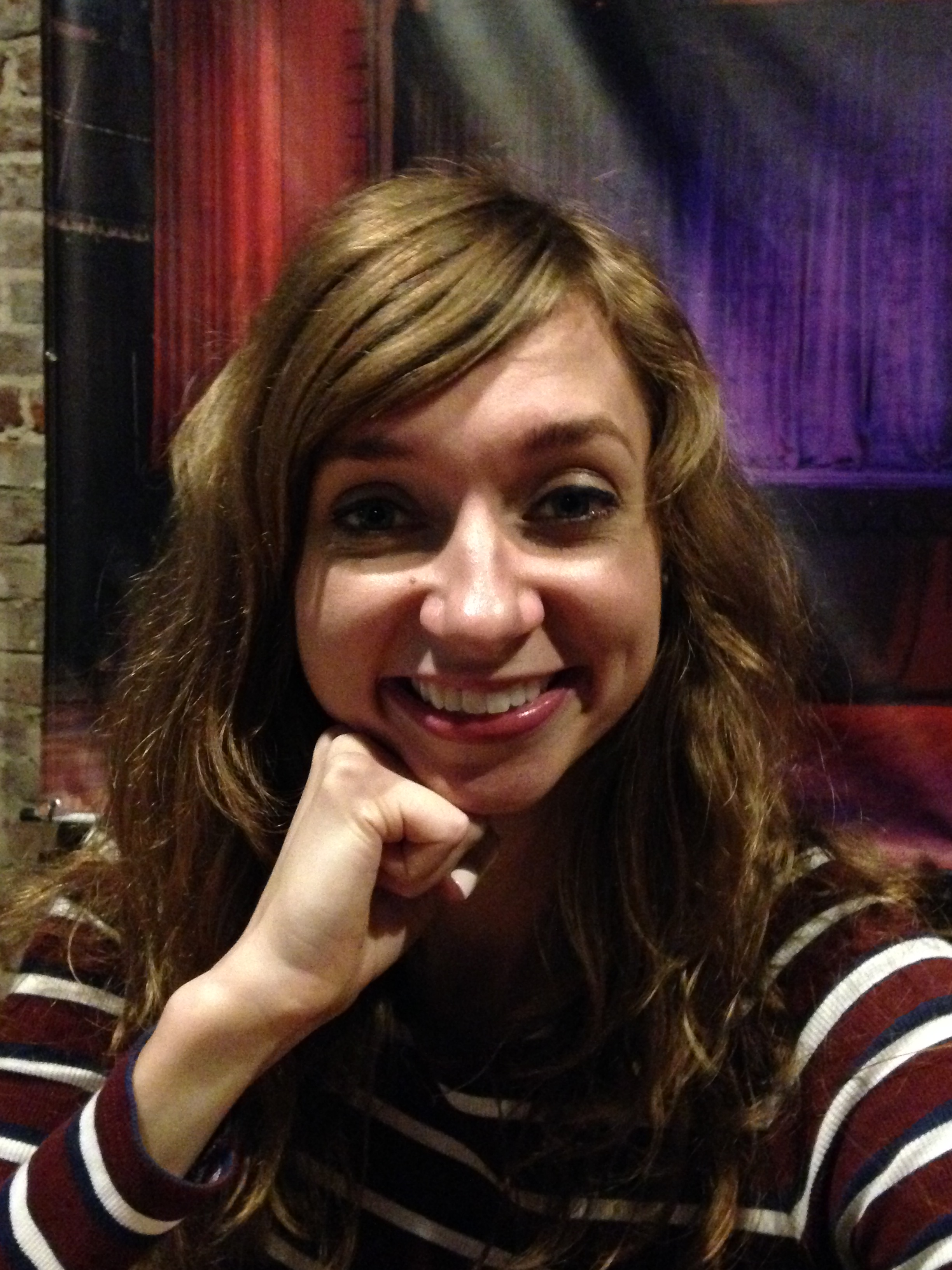
Lauren Lapkus interpreta Susan Fischer

### Altri
- Polly Harper, interpretata da Maria Dizzia, doppiata da Alessandra Grado. È la migliore amica di Piper, è sposata e ha un figlio. Dopo che Piper finisce in prigione, si lega molto al suo fidanzato Larry, il quale è sempre disponibile con lei, al contrario del marito, essendo un uomo irresponsabile ed egoista. Polly e Larry iniziano una relazione, e la donna dunque lascia il marito perdendo anche l'amicizia di Piper.
- Carol Chapman, interpretata da Deborah Rush, doppiata da Isabella Pasanisi. È la madre di Piper e Cal. Ha un rapporto di amore/odio e non accetta mai le situazioni complicate.
- Bill Chapman, interpretato da Bill Hoag, doppiato da Pietro Biondi. È il padre di Piper e Cal. Non accetta il fatto che la figlia sia in prigione.
- Howard Bloom, interpretato da Todd Susman. È il padre di Larry e avvocato di Piper. Non sopporta Piper e prova in tutti i modi a convincere Larry a lasciarla quando lei finisce in carcere.
- Amy Kanter-Bloom, interpretata da Kathryn Kates. È la madre di Larry. Come il marito, non sopporta Piper e tenta sempre di metterla in difficoltà.
- Jean Baptiste, interpretato da James McDaniel, doppiato da Paolo Marchese. È un uomo che aiutò Miss Claudette con l'impresa di pulizie e che viene considerato dalla donna come un figlio. Proprio grazie a lui, Claudette decide di fare ricorso in appello.
- Crystal Burset, interpretata da Tanya Wright. È la moglie di Sophia che ha accettato la decisione del marito di cambiare sesso. Cercherà più volte di convincere Caputo a liberare Sophia dall'isolamento.
- Pete Harper, interpretato da Nick Stevenson. È il marito di Polly, che in seguito lei lascia per stare con Larry.
- Cesar Velasquez, interpretato da Berto Colon, doppiato da Andrea Mete. È il compagno di Aleida. Produce e commercia droga. Si prenderà cura dei figli di Aleida ma alla fine verrà arrestato e condannato a 10 anni di prigione.
- Cal Chapman, interpretato da Michael Chernus. È lo strano fratello di Piper. Ha deciso di allontanarsi dalla vita di città e di vivere nei boschi all'interno di una roulotte. Durante il funerale di sua nonna sposa Neri, la sua compagna, e alla fine avranno un figlio.
- Neri Feldman, interpretata da Tracee Chimo. Prima compagna, poi moglie di Cal. Come lui è eccentrica e ama la natura. Ha un ottimo rapporto con Piper tanto da aiutarla a vendicarsi di Polly, dopo che questa è andata a letto con Larry.